# Pierre Accoce
Pierre Accoce-Capar (Sainte Engrâce, 17 de noviembre de 1928-6 de agosto de 2020) es un periodista, escritor, historiador y espeleólogo francés. 

## Infancia
A pesar de haber nacido en la provincia de Sola, a la temprana edad de dos años Accoce se trasladó a la cercana villa de Arette (Baretous), razón por la cual se reivindica frecuentemente como vasco-bearnés. Habiendo marchado sus padres a trabajar a París, el pequeño Pierre pasó su infancia con su familia paterna, especialmente con su abuelo que trabajaba como pastor en los puertos de montaña de la zona de la Piedra de San Martín.

## Periodismo
Tras reunirse con sus padres en París, Accoce prosiguió sus estudios y se convirtió en periodista, estrenándose en 1950 como aprendiz en la sección de deportes del diario “Ce Soir”. En esa misma época comenzó a interesarse por los temas científicos, y trabajó asimismo en el ámbito de los sucesos; las corresponsalías de guerra (Hungría, Israel, Indochina...) le pusieron en contacto con la que sería una de sus áreas favoritas de trabajo, la medicina militar. Tras una corta etapa en el semanario “Détective”, en 1953 entró a trabajar en el mensual “Constellation”, donde se quedaría 10 años bajo la dirección de André Labarthe y se inició en el periodismo de investigación política. En 1963 pasó al semanario “Noir-Et-Blanc”, donde su primer reportaje versaría sobre el asesinato de John. F. Kennedy. En 1966 entró en el semanario “L’Express”, dirigido por Jean-François Revel, donde pasaría los próximos 25 años realizando reportajes a lo largo de todo el mundo (México, África, Oriente Medio...) y se convertiría en responsable de las áreas de medicina y deportes, y después de toda la sección de ciencias. Paralelamente a esta carrera ofició como redactor jefe en la enciclopedia “La Médecine de A à Z”, y ha realizado numerosos artículos periodísticos sobre su tierra natal pirenaica, sobre todo para la revista GEO.

## Espeleología
En sus estancias con su abuelo en la majada de Coup (Arette), visitaban frecuentemente en sus chozas a los pastores de la Piedra de San Martín. Allá conoció a los espeleólogos que se encontraban explorando la Sima Lepineux: Max Cosyns, Haroun Tazieff, Norbert Casteret, Georges Lepineux, Marcel Loubens, Giuseppe Occhialini, Jacques Labeyrie... Rápidamente trabó relación, primero como periodista (realizó su primer reportaje sobre ellos en 1949) y después integrándose en el grupo.
Durante las próximas dos décadas, Pierre Accoce participó en todas las campañas espeleológicas importantes en la zona de Larra-Belagua. La expedición de 1952 (donde murió en accidente Marcel Loubens) fue esencial para él, ya que durante la misma se emplearon nuevas técnicas que permitían la progresión vertical en condiciones de mayor seguridad. A partir de entonces, la misión principal de Accoce fue difundir estas técnicas y velar por la seguridad de los exploradores; en reconocimiento a su labor, en 1958 sus compañeros bautizaron con su nombre a una de las principales salas del Sistema Arphidia.
La trayectoria espeleológica de Pierre Accoce transcurrió paralela a la de Corentin Queffelec, su maestro y mentor, alternando expediciones invernales en el norte de Francia con las campañas veraniegas anuales en Larra-Belagua, donde hasta 1960 descubrieron numerosas simas y exploraron el Sistema de Arphidia. La expedición que organizaron conjuntamente la Unión de Espeleólogos Vascos, la empresa hidroeléctrica EDF y los ejércitos de España y Francia permitió horadar el túnel que alcanzó La Verna, y a partir de entonces las exploraciones del Sistema de la Piedra de San Martín se desarrollaron principalmente a través del esta vía. En esta época Queffelec y Accoce conocieron a espeleólogos de diversas procedencias (Isaac Santesteban, Félix Ruiz de Arkaute, Juan San Martin, Adolfo Eraso, Fermin Leizaola...) que acudían a participar en la que era una de las principales exploraciones de Europa, y donde se batió al menos tres veces el récord del mundo de profundidad. Esto motivó que en 1966 todos los grupos se coordinaran en el ARSIP (Asociación Internacional para la Investigación Espeleológica en la Piedra de San Martín).
A partir de los años 70 Pierre Accoce ha seguido acudiendo habitualmente a Larra-Belagua, aunque dedicándose cada vez menos a los trabajos físicos, y más a los intelectuales; así, sigue manteniendo una estrecha relación con los espeleólogos más jóvenes que prosiguen las exploraciones.

## Literatura
Desde los años 60, Pierre Accoce aprovechó sus estancias espeleológicas en la Piedra de San Martín para escribir; sus dos primeras novelas de espionaje (1965) fueron creadas íntegramente en este lugar.  
En 1966, coincidiendo con una etapa de trabajo en Suiza, Pierre Accoce descubrió la existencia de la llamada Red Lucy, integrada por Rudolf Roessler y otros alemanes antinazis, y que tuvo un papel decisivo en el transcurso de la II Guerra Mundial, al informar a los aliados de diversas acciones de Hitler antes de que se produjeran (por ejemplo las invasiones de Polonia, Bélgica, Holanda y Francia). El libro que dio cuenta de estos descubrimientos (“La Guerre a Été Gagnée en Suisse”, 1966) fue un best seller a nivel mundial y tuvo su continuación en otras dos publicaciones.
La experiencia en entornos de guerra y su conocimiento de la medicina sirvieron a Pierre Accoce para crear otros exitosos libros como los tres tomos  de “Ces malades qui nous gouvernent” (editada en español como “Aquellos Enfermos que nos Gobernaron”, y que fue galardonada con el Premio Littré 1977), “Les Français à Londres 1940-1941” (Premio de la Resistencia Francesa en 1990) o “Médecins A Diên Biên Phu” (premio Raymond Poincaré en 1992).
Actualmente, la presencia de Pierre Accoce es habitual en las citas culturales vasco-bearnesas, como el "Biltzar des Écrivains du Pays Basque" de 2018, donde presentará su último libro.

### Libros publicados
- Le Safari du Polonais. Novela. Plon, Paris, 1965.
- La Guerre a Été Gagnée en Suisse (con Pierre Quet). Reportaje. Librairie Académique Perrin, Paris, 1966.
- Le Monde Parallèle (con Yves Ciampi y Jean Dewever). Reportaje.  Fayard, Paris, 1968.
- La Vie et les Aventures de Jean Bart, Corsaire du Roi Soleil. In: Histoire Générale des Grands Aventuriers de la Mer, 16. Biografía. Librairie Commerciale et Artistique, Paris, 1969.
- Le Réseau Caraman (con Jean Daniel Pouget). Reportaje. Fayard, Paris, 1972.
- La Médecine de A à Z (redactor jefe). Enciclopedia. Éditions Paris-Graphic, Paris, 1972.
- Ces Malades qui Nous Gouvernent I (con Pierre Rentchnick). Reportaje.  Stock, Paris, 1976.
- Ces Nouveaux Malades qui Nous Gouvernent II (con Pierre Rentchnick). Reportaje. Stock, Paris, 1988.
- Les Français à Londres 1940-1941. Reportaje. Balland, Paris, 1990.
- La Médecine Mangeuse d’Hommes. Ensayo. Calmann-Lévy, Paris, 1990.
- Médecins à Diên Biên Phu. Reportaje. Presses de la Cité, Paris, 1992.
- La France Rurale à l’Agonie. Reportaje. Presses de la Cité, Paris, 1994.
- Ces malades qui nous gouvernent III(con Pierre Rentchnick). Reportaje. Stock, Paris, 1996.
- Ces Assassins qui Ont Voulu Changer l’Histoire. Reportaje. Plon, Paris, 1999.
- Les Gendarmes dans la Résistance. Reportaje. Presses de la Cité, Paris, 2001.
- Sainte-Engrâce, la Vie d’un Village Basque (con Hans Silvester). Fotografía. Éditions de La Martinière, Paris, 2009.
- L’Emigration des Pyrénéens aux Amériques. Reportaje.  Cairn, Pau, 2018.